# Lista de deputados estaduais de Pernambuco da 7.ª legislatura
Essa é uma lista de deputados estaduais de Pernambuco eleitos para o período 1971-1975.

## Composição das bancadas
| Partido | Líder                   | Bancada | Posição  |
| ------- | ----------------------- | ------- | -------- |
| ARENA   | Newton D'Emery Carneiro | 30 / 39 | Governo  |
| MDB     | José Emídio Fernandes   | 9 / 39  | Oposição |

## Deputados estaduais
| Deputados estaduais eleitos                    | Partido | Votação | Cidade onde nasceu     | Unidade federativa  |
| Abelardo Ribeiro Godoy                         | ARENA   | 13.717  | Bonito                 | Pernambuco          |
| Alcides Teixeira                               | MDB     | 38.271  | Recife                 | Pernambuco          |
| Antônio Airton Benjamin                        | ARENA   | 20.418  | Olinda                 | Pernambuco          |
| Antônio Corrêa de Andrade Francisco            | ARENA   | 11.343  | Camaragibe             | Pernambuco          |
| Antônio Heráclio                               | ARENA   | 12.750  | Bom Jardim             | Pernambuco          |
| Aracy de Souza Nejaim                          | ARENA   | 13.396  | Recife                 | Pernambuco          |
| Argemiro Menezes                               | ARENA   | 10.492  | Serra Talhada          | Pernambuco          |
| Audomar Ferraz                                 | ARENA   | 10.528  | Floresta               | Pernambuco          |
| Carlos Moura de Moraes Veras                   | ARENA   | 10.490  | Paulista               | Pernambuco          |
| Edgard Lins Cavalcanti                         | ARENA   | 11.086  | Glória do Goitá        | Pernambuco          |
| Edgar Moury                                    | MDB     | 5.291   | Recife                 | Pernambuco          |
| Edson Lustosa Cantarelli                       | ARENA   | 9.457   | Floresta               | Pernambuco          |
| Ênio Pessoa Guerra                             | ARENA   | 13.992  | Bom Jardim             | Pernambuco          |
| Eriberto Gueiros                               | ARENA   | 24.796  | Petrolina              | Pernambuco          |
| Felipe Coelho                                  | ARENA   | 13.964  | Ouricuri               | Pernambuco          |
| Francisco Perazzo                              | ARENA   | 9.366   | Tuparetama             | Pernambuco          |
| Honorário de Queiroz Rocha                     | ARENA   | 12.167  | Ipojuca                | Pernambuco          |
| Ivo Queiroz                                    | ARENA   | 12.333  | Vitória de Santo Antão | Pernambuco          |
| Jacques Ferreira Lima                          | MDB     | 9.454   | Nazaré da Mata         | Pernambuco          |
| Jarbas Vasconcelos                             | MDB     | 13.787  | Vicência               | Pernambuco          |
| João Guilherme de Pontes                       | ARENA   | 10.971  | Caruaru                | Pernambuco          |
| José Antônio Liberato                          | ARENA   | 11.573  | Taquaritinga do Norte  | Pernambuco          |
| José de Magalhães Melo                         | ARENA   | 10.843  | Canguaretama           | Rio Grande do Norte |
| José Emídio Fernandes                          | MDB     | 9.572   | Pesqueira              | Pernambuco          |
| José Lusmar da Silva Lócio                     | ARENA   | 9.604   | Jardim                 | Ceará               |
| José Mendonça Bezerra                          | ARENA   | 12.846  | Belo Jardim            | Pernambuco          |
| José Muniz Ramos                               | ARENA   | 10.543  | Araripina              | Pernambuco          |
| Lívio Valença                                  | MDB     | 8.138   | Capoeiras              | Pernambuco          |
| Luiz Ferreira Lima                             | ARENA   | 14.789  | Aliança                | Pernambuco          |
| Luiz José Marques da Silva                     | ARENA   | 9.420   | Arapiraca              | Alagoas             |
| Manoel Gilberto Silveira de Holanda Cavalcanti | MDB     | 4.971   | Recife                 | Pernambuco          |
| Mário de Melo                                  | MDB     | 8.349   | Recife                 | Pernambuco          |
| Moacyr André Gomes                             | MDB     | 6.910   | Recife                 | Pernambuco          |
| Newton Carneiro                                | ARENA   | 15.701  | Palmares               | Pernambuco          |
| Nivaldo Machado                                | ARENA   | 14.596  | Olinda                 | Pernambuco          |
| Oswaldo Rabêlo                                 | ARENA   | 14.723  | Goiana                 | Pernambuco          |
| Paulo Lucena de Mendonça                       | ARENA   | 10.592  | Recife                 | Pernambuco          |
| Severino Cavalcanti                            | ARENA   | 9.254   | João Alfredo           | Pernambuco          |
| Vital Novaes                                   | ARENA   | 10.804  | Tupanatinga            | Pernambuco          |